# 張孝栘

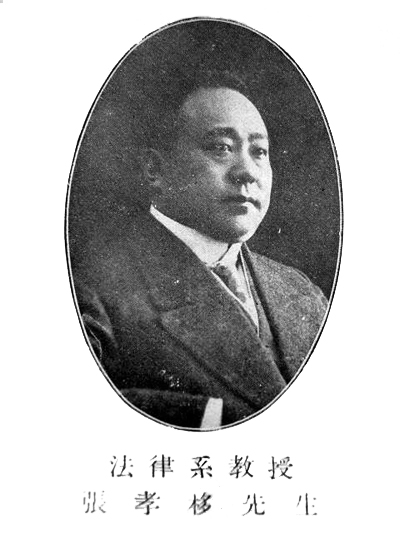

张孝栘（1881年—?）字棣生，又号逖省。湖北江夏县（武昌）人（一作鄂城东沟镇龙塘村人），书法家张裕钊的长孙。清朝及中华民国法学家、官员。

## 生平
张孝栘毕业于日本早稻田大学法科。归国后，他历任京师法政学堂及京师法律学堂教席，修订法律馆纂修，宪政编查馆科员，清朝大理院五品推事、大理院详谳处行走。
中华民国成立后，1915年他出任京师总检察厅首席检察官。1928年4月一度暂代京师总检察厅厅长。后来曾任司法部司法讲习所教员。他历任北平大学法学院、法商学院、河北大学、北京大学、河北省立法商学院法律系教授等职。
1940年5月，汪精卫政权创设最高法院华北分院，张孝栘出任院长。直至二次大戰日本投降。其后他生平不詳。有传说死于1949年。